# Фриволіте

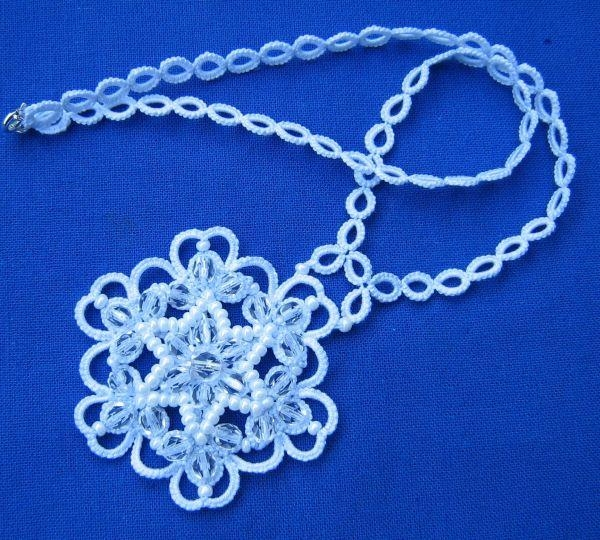
Робота, виконана в техніці фриволіте з використанням бісеру.

Фриволітé (від фр. frivolité — «легковажність», «фривольність») — техніка плетіння ручного мережива з використанням спеціальних інструментів (коклюшок, човників, голок). Його також називають вузликовим мереживом, оскільки воно складається з вузлів і піко, які
формують основні елементи фриволіте — кільця та дуги.
Мереживо фриволіте використовувалось для обробки верхнього одягу, манжетів, завіс, портьєр, серветок, скатертин, тощо. Зараз воно також використовується для виготовлення прикрас: сережок, браслетів, кольє, рукавичок, масок та інших декоративних елементів.

## Історія
Фриволіте прийшло в Європу від народів Сходу в XV столітті, де воно називалось «макук», що в перекладі з арабської означає «човник». Назва походить від інструмента, за допомогою якого створюється мереживо. Деякі вчені вважають, що човникове мереживо було відоме вже у давньому Єгипті та Китаї.
В середньовіччі фриволіте поширюється в Італії та Франції, а потім і по всій Європі. В моду входить одяг, прикрашений мереживними комірцями, жабо, манжетами, також мереживом декорують спідниці, фартухи, капелюшки та інше.
Популярність фриволіте в європейських країнах зростає — регулярно видаються журнали та книги, присвячені цій техніці, розробляються нові мотиви, техніки плетіння, організовуються клуби і виставки.

## Інструменти та матеріали
- Човники. Це основний інструмент для плетіння мережива фриволіте. Човники бувають різних форм, розмірів і конструкцій, для різної товщини ниток та складності виконання візерунків. Їх виготовляють з різноманітних матеріалів, таких як дерево, пластик, скло, метал. Залежно від потреб можна обирати від саморобних картонних до вишуканих човників з слонової кістки, оздоблених малюнками або різьбою.

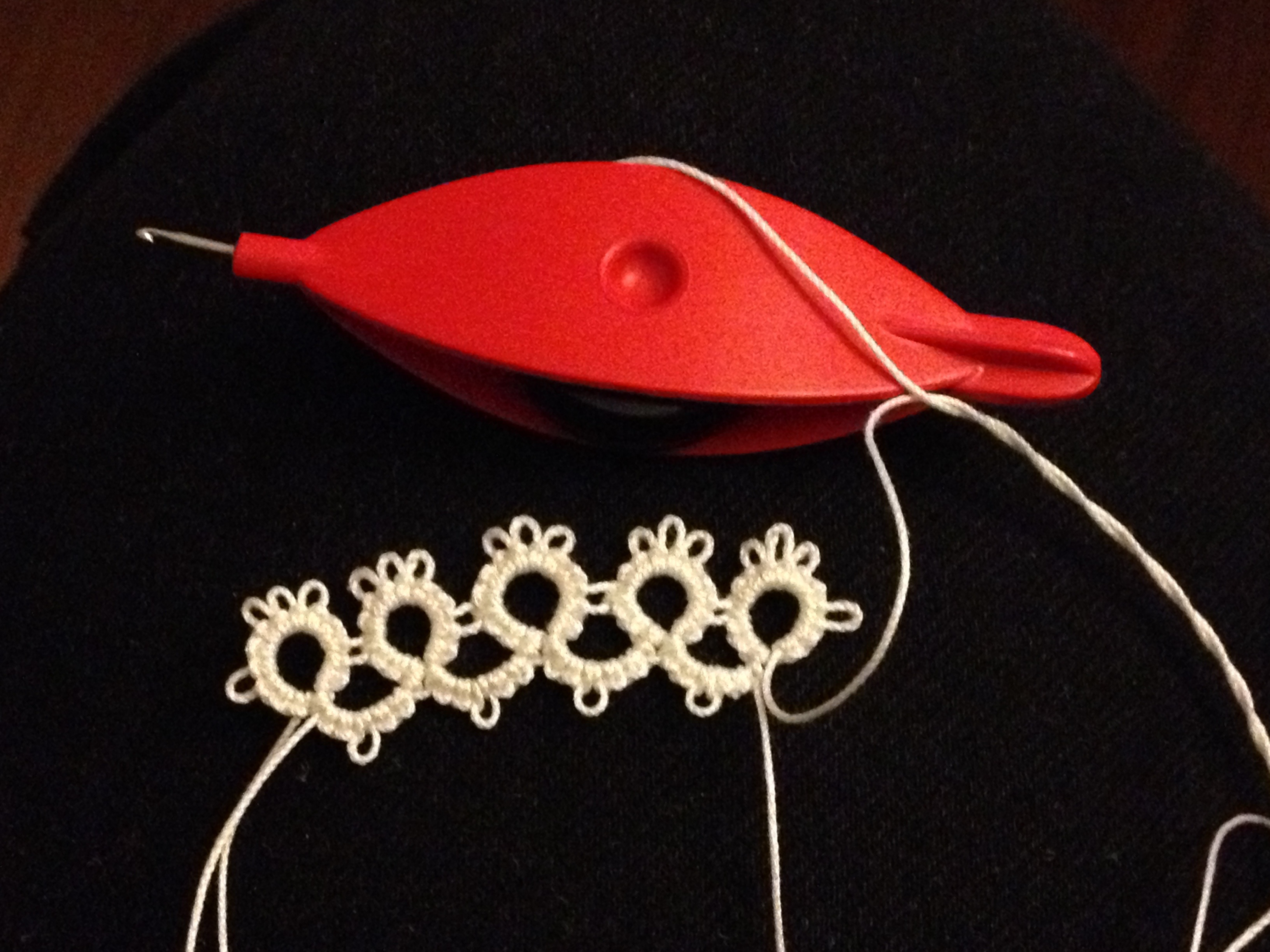
Приклад човника для фриволіте.

- Гачки для в'язання. Вони потрібні для з'єднування елементів між собою. Розмір гачка залежить від товщини нитки. Для тонких використовують гачки № 0.5-0.7, для товстіших — № 1, 1.5, 2.1.
- Голка. Потрібна для того, щоб розпускати деталі і розв'язувати вузлики при помилках. Для розшивання мережива при його декоруванні.
- Ножиці.
- Нитки. Для фриволіте підходять різні за складом і товщиною нитки: бавовна, льон, шерсть, шовк і т. д. Важливо щоб нитка була міцною, добре скрученою та гладкою (для легкого ковзання при затягуванні елементів). Початківцям варто використовувати товсті бавовняні нитки, оскільки на них простіше виявляти і виправляти помилки. Більш досвідчені рукодільниці працюють з тоншими нитками. Найвищою майстерністю вважаються роботи з надтонких золотих і срібних ниток.
- Фурнітура. Додатково для декорування використовують бісер, намистини, металеві каркаси. Для виготовлення прикрас також знадобляться застібки, швензи[3], кільця тощо.

## Техніка виконання

### Елементи фриволіте
Елементи в техніці фриволіте складаються з комбінацій подвійних вузлів та піко, які можуть виступати як декоративними так і з'єднувальними елементами.
| Назва              | Опис | Вигляд           |
| ------------------ | --- | ---------------- |
| Кільце             | Основний елемент фріволіте. Виконуються за допомогою одного човника. |                  |
| Дуга               | Один з основних елементів. Зазвичай виконується двома човниками, проте можливе плетіння одним.                                                                                                  |                  |
| Півкільце          | Різновид кільця (ширина між кінцями дуги рівна діаметру кільця). Використовується для обробки мереживом країв виробу. Виконується одним човником.                                               | Файл:Пів         |
| Комбіноване кільце | Ззовні майже не відрізняється від звичайного кільця, але початок і кінець знаходяться з різних сторін. Ззвичай виконується двома човниками. У деяких випадках може виконуватись одним човником. | Файл:Комбіноване |
| Трилисник          | Елемент, що складається з трьох послідовних кілець, з'єднаних між собою. Виконується одним човником.                                                                                            |                  |
| Кільце в кільці    | Складається з внутрішнього і зовнішнього кілець, з'єднаних між собою. Надає мереживу рельєфності. Виконується одним човником.                                                                   |                  |
| Дуга-кільце        | Дуга, замкнута навколо кільця меншого діаметра. Основна відмінність від кільця в кільці — можливість робити кільця на зовнішній дузі. Виконується двома човниками.                              |                  |
| Піко Жозефіни      | Декоративний елемент, який складається з 5-7 прямих вузлів, замкнутих в кільце. Виконується одним човником.                                                                                     |                  |

### Позначення на схемах
Є два основних різновиди схем для цієї техніки:
- Зображення. На зображенні відразу видно якої приблизно форми набуде готовий виріб. Для пояснення почерговості елементи нумерують у порядку виконання. Також на схемі для кожного елемента вказують кількість подвійних вузлів між піко.
- Текстовий опис. В такому випадку кожен елемент описується окремо за допомогою спеціальних позначень. Для опису елемента потрібно вказати:
  1. Порядковий номер (в якій послідовності виконується елемент)
  2. Тип елемента (дуга, кільце, комбіноване кільце і т. д.)
  3. Послідовність компонентів — вузлів і піко. Вузли позначаються числом, що вказує на їх кількість, піко позначаються літерою «п».

Часто для кращого розуміння схеми використовують і зображення, і текстовий опис.